# Мелашенко Сергій Юрійович
Мелашенко Сергій Юрійович (нар. 16 серпня 1996; Чернігів, Чернігівська область, Україна) — український футболіст, воротар.

## Біографія
Спершу Сергій Мелашенко захопився футболом в дитячі роки і здобував ази гри в місцевій, шкільній секції. Пізніше, як здібний юнак-футболіст, продовжив начатися футболу в СДЮШОР «Юність» Чернігів, за який виступав до 2013 року.
У 2015 році став гравцем місцевого клубу «ЛКТ Чернігів», виступаючи в першості Чернігівської області. Проте в основному складі не закріпився і подався до нового клубу «Зернопром» з Анисова.
Фактурного молодого воротаря запримітили тренера головної команди області й з 2016 року, він дебютував у «Десні». У чернігівській команді Сергій Мелашенко провів два сезони, але пробитися до основи не зміг. Він мав великі сподівання: пограти в найвищій українській лізі, куди пробилася його команда в сезоні 2018-2019 років, але був виставлений на трансфер.
2018 року перебрався на Закарпаття, до команди «Минай», що виступала у Другій лізі першості України з футболу, де провів першу половину сезону, а у другій грав на правах оренди за інший клуб з цього дивізіону «Гірник» (Кривий Ріг).

## Досягнення
- Чемпіонат Литви з футболу: Перша ліга
  -  Чемпіон (1): 2020

- Чемпіонат України з футболу: перша ліга
  - 3 місце: 2017-18

- Кубок Литви
  - Володар: 2023